# Sveučilište Rennes 2 Gornja Bretanja
Sveučilište Rennes 2 Gornja Bretanja (Université Rennes 2 Haute Bretagne) sveučilište je u francuskom gradu Rennesu.

## Fakulteti
- Humanističke znanosti

## Vanjske poveznice
- Službena stranica (fr.)